# نیژنیه اوستیه
نیژنیه اوستیه (به لاتین: Nizhneye Ustye) یک منطقهٔ مسکونی در روسیه است که در استان آرخانگلسک واقع شده‌است.